# Lijst van rijksmonumenten in Hoek van Holland
De plaats Hoek van Holland telt 10 inschrijvingen in het rijksmonumentenregister. Hieronder een overzicht.
| Object                                                                     | Oorspronkelijke functie?  | Bouwjaar    | Architect    | Locatie                     | Coördinaten?                 | Nr.?   | Afbeelding                                  |
| -------------------------------------------------------------------------- | ------------------------- | ----------- | ------------ | --------------------------- | ---------------------------- | ------ | ------------------------------------------- |
| De Nieuwlandse Molen                                                       | Industrie- en poldermolen | 1584 / 1988 |              | Nieuwlandse Molenpad 52     | 51° 59' 5" NB, 4° 8' 54" OL  | 32906  | Meer afbeeldingen                           |
| gietijzeren vuurtoren (hoge licht)                                         | Kust- en oevermarkering   | 1893        | A.C. van Loo | Willem van Houtenstraat 102 | 51° 58' 28" NB, 4° 7' 59" OL | 32907  | Meer afbeeldingen                           |
| Reeks arbeiderswoningen met winkels, werk/bergplaatsen en poortgebouw      | Woonhuis                  | 1924-'27    | J.J.P. Oud   | 2e Scheepvaartstraat 91-133 | 51° 58' 32" NB, 4° 8' 10" OL | 46867  | Meer afbeeldingen                           |
| Fort aan den Hoek van Holland: commandantswoning en twee officierswoningen | Fort, vesting en -onderdl | 1884        |              | Stationsweg 84              | 51° 58' 51" NB, 4° 7' 13" OL | 527207 | Meer afbeeldingen                           |
| Fort aan den Hoek van Holland: fort Maasmond/Fort a/dn H v Holland         | Fort, vesting en -onderdl | 1881-1888   |              | Stationsweg bij 80          | 51° 58' 47" NB, 4° 7' 18" OL | 527208 | Meer afbeeldingen                           |
| Fort aan den Hoek van Holland: fortwachterswoning                          | Militair wachtgebouw      | 1881        |              | Stationsweg 86              | 51° 58' 52" NB, 4° 7' 13" OL | 527209 | Meer afbeeldingen                           |
| Fort aan den Hoek van Holland: wachtgebouw                                 | Militair wachtgebouw      | 1881-1888   |              | Stationsweg bij 80          | 51° 58' 49" NB, 4° 7' 14" OL | 527210 | Meer afbeeldingen                           |
| Fort aan den Hoek van Holland: officiersmess/Kantinegebouw                 | Militair verblijfsgebouw  | 1916        |              | Stationsweg 80              | 51° 58' 47" NB, 4° 7' 18" OL | 527211 | Meer afbeeldingen                           |
| Fort aan den Hoek van Holland: liftgebouw                                  | Fort, vesting en -onderdl | 1943        |              | Stationsweg bij 80          | 51° 58' 48" NB, 4° 7' 15" OL | 527212 | Meer afbeeldingen                           |
| Fort aan den Hoek van Holland: torpedoloods                                | Militaire opslagplaats    | 1886        |              | Stationsweg 43              | 51° 58' 40" NB, 4° 7' 32" OL | 527213 | Fort aan den Hoek van Holland: torpedoloods |